# Joachim Weiß
Joachim „Jochen“ Weiß (* 25. Mai 1931 in Krone an der Brahe, heute Polen; † 29. Juli 2017) war ein deutscher Polizeibeamter und Gewerkschafter.
Weiß besuchte die Realschule in Lichtenfels und die Oberrealschule in Bamberg. Nach seinem Abitur trat er 1952 in die Münchner Polizei ein und war von 1966 an, nach bestandener Prüfung zum gehobenen Dienst, im Polizeidienst tätig, so leitete er zwei Polizeiinspektionen in der Innenstadt. Ab 1989 leitete er die Polizeiinspektion München und war für die Verkehrsüberwachung zuständig. 1987 wurde er Mitglied des Hauptpersonalrats im Staatsministerium des Innern. Von 1976 bis 1989 war er Vorsitzender des Bezirkspersonalrats des Polizeipräsidiums München.
1961 trat er in die Gewerkschaft der Polizei ein, wo er zunächst der dortigen Bezirksgruppe angehörte. Obwohl er bislang keine Funktion im geschäftsführenden Landesvorstand innehatte, wurde er 1975 zum Vorsitzenden der GdP Bayern gewählt, dieses Amt übte er bis 1988 aus. Daneben war er stellvertretender Bundesvorsitzender der GdP und gehörte dem Landesvorstand des DGB Bayern an. Außerdem war er ehrenamtlicher Richter beim Verwaltungsgericht München und von 1986 bis 1991 Mitglied des Bayerischen Senats. 1989 wurde er zum Ehrenvorsitzenden der GdP Bayern ernannt.
1993 erhielt Weiß das Bundesverdienstkreuz am Bande.